# NK.pl
Nasza-klasa.pl, с 2010 г. NK.pl (пол. nasza klasa — наш класс) — польская социальная сеть для учащихся и выпускников.
Соцсеть была запущена в ноябре 2006 года и обслуживала 13,5 миллионов зарегистрированных пользователей.
В июне 2008 года 70 % акций Nasza-Klasa Sp. z o.o. приобрела латвийская компания Forticom
В 2010 году был произведён ребрендинг и название портала сменилось на nk.pl.
Долгое время Nasza-klasa находилась в числе 10 крупнейших по посещаемости сайтов в Польше, чуть отставая от Google.pl, Onet.pl и Wirtualna Polska и обгоняя Allegro.pl — самый крупный польский сервис онлайн-аукционов. Пик посещаемости nk.pl пришёлся на 2010—2011 годы, когда портал посещало до 12 миллионов уникальных пользователей ежемесячно. В 2011 году социальная сеть Facebook обогнала nk.pl по количеству зарегистрированных пользователей.
В 2015 году портал был приобретён владельцем сайта Onet.pl — компанией Grupa Onet.pl SA.
По состоянию на декабрь 2018 года сайт являлся 131-м по посещаемости сайтом в Польше.